# Chugach delstatspark

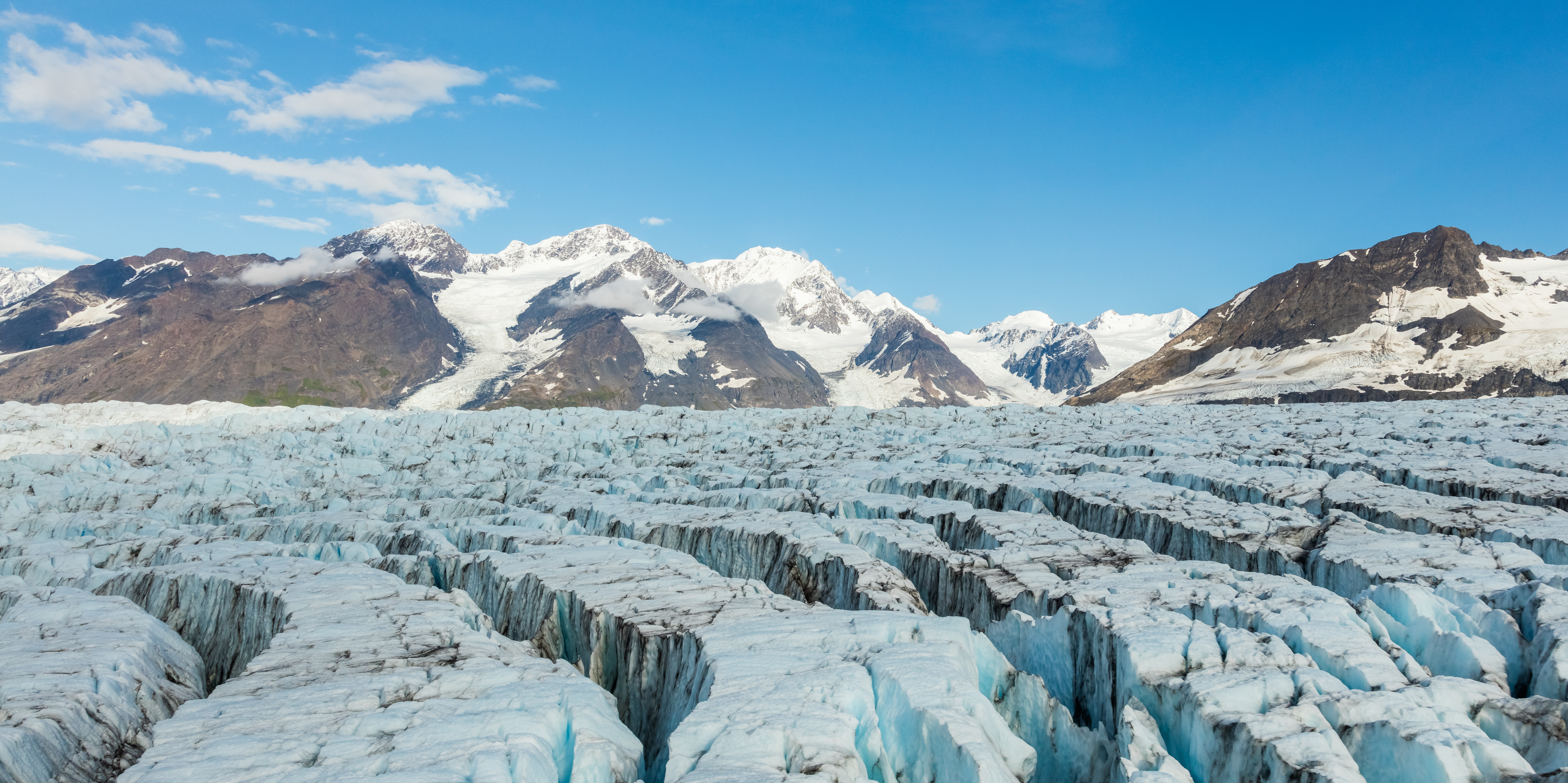
Flygfoto av en glaciär i Chugach delstatspark.

Chugach delstatspark täcker 2 004 kvadratkilometer och är belägen öster om Anchorage i södra delarna av centrala Alaska.
Den största delen av parken ligger i kommunen Anchorage, men en liten del finns norr om sjön Eklutna i närheten av Pioneer Peak, inom Matanuska-Susitna Borough. Parken inrättades den 6 augusti 1970 av Alaskas dåvarande guvernör Keith Miller. Delstatsparkens syfte är att skapa rekreationsmöjligheter, skydda det natursköna bergskedjan Chugach och andra geografiska platser samt säkerställa vattentillgången för Anchorage. Parken, som drivs av Alaska State Parks, är den tredje största delstatsparken i USA och består av geografiskt olika områden med olika sevärdheter. Endast Anza-Borrego Desert delstatspark i Kalifornien och Wood-Tikchik delstatspark i västra Alaska är större. Jakt och fiske är tillåtet i Chugach enligt fastställda föreskrifter som utfärdats av Alaska Department of Fish and Game. Skjutövningar är inte tillåtna inom parken.